# Système structurel de types
En programmation informatique, un  système structurel de types est une classe majeure de système de types, dans laquelle la compatibilité et l'équivalence de type est déterminée par la structure du type et non par des déclarations explicites. On utilise les systèmes structuraux pour déterminer si les types sont équivalents, ou si un type est un sous-type d'un autre. Ce système est en opposition avec les systèmes nominatifs où les comparaisons sont basées sur des déclarations explicites ou sur le nom des types.
Avec le typage structurel deux objets ou termes sont considérés comme ayant des types compatibles si leurs types ont une structure identique.
Selon la sémantique du langage, cela signifie généralement que pour chaque fonctionnalité dans un type il doit y voir une fonctionnalité correspondante dans
l'autre type. Les détails changent selon les langages. Ainsi sur le fait que deux fonctionnalités doivent avoir le même nom pour être considérées identiques.
Haskell et ML sont deux langages au typage structurel. Haxe est un langage au typage structurel bien que ses classes ne soient pas structurellement sous-typées.
Dans les langages qui intègrent le sous-typage polymorphique, on peut former une dichotomie similaire pour définir une relation de sous-type.
Un type est un sous-type d'un autre si et seulement il contient toutes les fonctionnalités du type de base ou de l'un de ses sous-types.
Le sous-type peut contenir des fonctionnalités additionnelles telles que des membres non présents dans le type de base ou des invariants plus forts.
Le sous-typage structurel est plus flexible que le sous-typage nominal, car il permet la création de types
et d'interfaces ad hoc.
Il permet en particulier la création d'un type qui est un super-type d'un type existant T sans modifier la définition de T.
Mais cela peut ne pas être désirable quand un programmeur veut créer des abstractions fermées.
Le piège du typage structurel comparé au typage nominal est que si deux types, définis séparément et pour des buts différents, sont tous deux constitués de la même manière (par exemple d’une paire de nombres), alors ils seront considérés du même type par le système de type car ils ont une structure identique. Cela peut être une source d’erreur si par mégarde un élément d’un type est passé à une routine qui traite des éléments de l’autre type. Une manière d'éviter cela est de créer un type algébrique pour un type de paire et un autre pour l'autre type de paire.

## Duck typing
Un système intéressant de type qui se comporte de manière similaire au sous-typage structurel est le duck typing.
Le ducktyping est un système de types d’une catégorie différente car il est implanté dans des langages dynamiquement typés qui
n'effectuent pas de contrôle de typage à la compilation. Mais c'est un système populaire car il offre une grande flexibilité au programmeur, tout en préservant la possibilité de générer des abstractions fermées.